# Sportsoldat

Logo des „Conseil International du Sport Militaire“ (CISM)

Sportsoldaten sind Personen, die als Militärangehörige ihres Landes hauptsächlich wegen der Ausübung ihres Sports staatlich finanziert werden. Dabei ist die persönliche Bindung zum Militär je nach Land verschieden. In manchen Ländern existieren parallel auch andere Fördersysteme wie durch den Zoll, Grenztruppen oder die Polizei. Auf internationaler Ebene sind die Sportsoldaten im Militärsport-Verband (CISM) organisiert. International wurde die Idee der Sportsoldaten 1912 in Schweden erfunden, das seinem männlichen Olympiakader die Möglichkeit gab, sich zu einer bis zu sechsmonatigen Wehrübung einziehen zu lassen und sich in dieser Zeit ganz auf Training und Wettkampfvorbereitung zu konzentrieren. Die Olympischen Sommerspiele 1912 waren die einzigen Spiele, in denen Schweden die Nationenwertung gewann.

## Geförderte Athleten

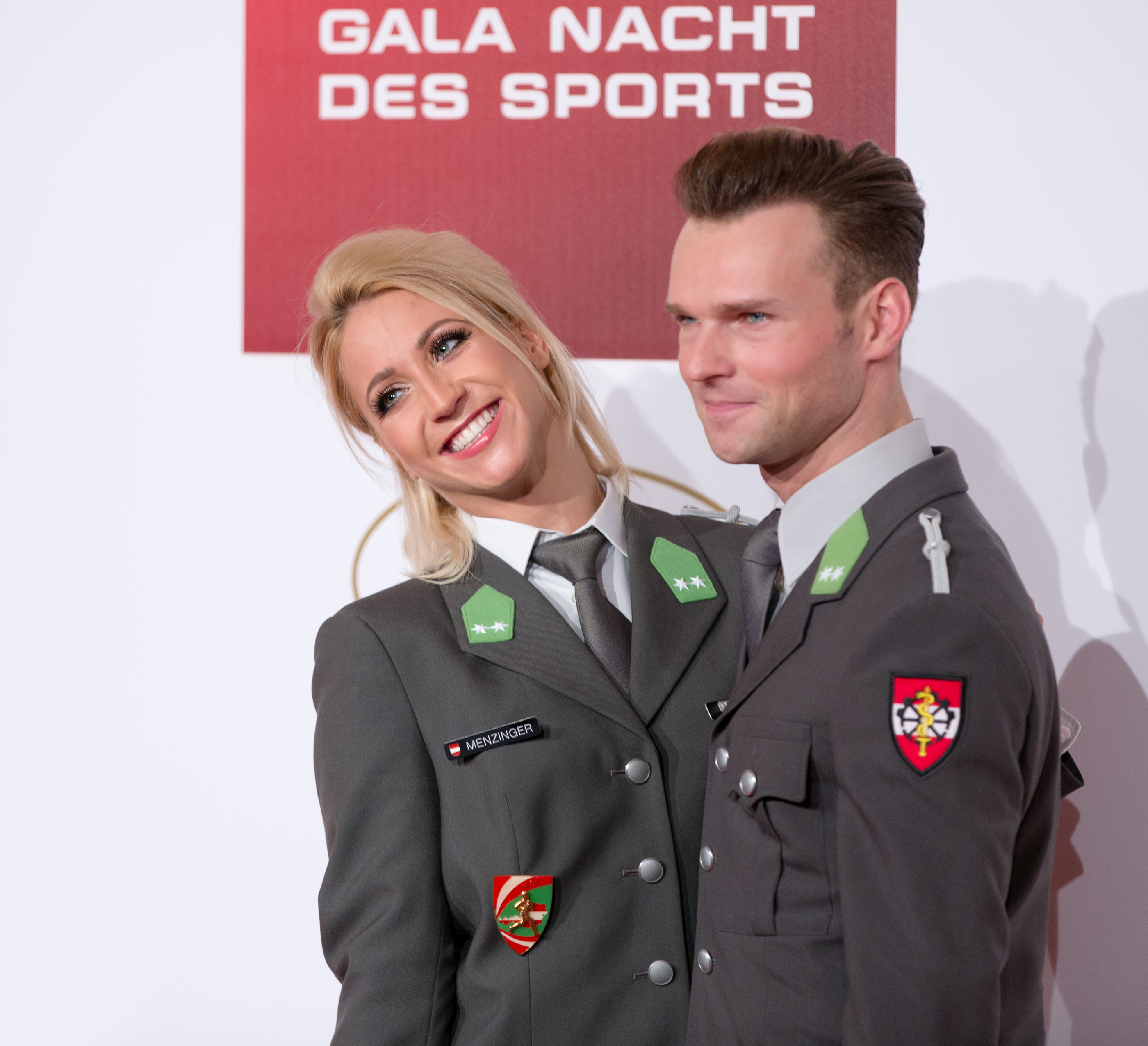
Heeressportlerin Kathrin Menzinger und Vadim Garbuzov in der Uniform des Österreichischen Bundesheeres

Vor allem in kleineren und Randsportarten tritt in Deutschland die Sportfördergruppe der Bundeswehr als finanzielle Unterstützung auf den Plan. Nicht selten können die geförderten Personen nur durch diese Finanzierung Leistungssport treiben. Neben Deutschland praktizieren solche Modelle auch Österreich, die Schweiz, Italien, Frankreich, China, Russland, die Ukraine, Slowenien, Schweden, Lettland, Litauen, die Slowakei, Finnland, Norwegen, Rumänien, die USA, Japan und Spanien. Es werden auch Militärweltmeisterschaften ausgetragen. Laut Informationsdienst des Bundestages waren hierfür in Deutschland im Jahr 2011 63,22 Millionen Euro vorgesehen.

## Deutschland
Die Förderung von Spitzensportlern erfolgt durch die Bundeswehr in Sportfördergruppen. In Deutschland werden oder wurden viele Spitzensportler als Soldaten von der Bundeswehr als Sportsoldat oder Sportsoldatin ausgebildet und gefördert.
Wehrpflichtige leisteten in Sportfördergruppen nach der Grundausbildung ihren Dienst mit 30 % militärischer und 70 % Trainingszeit ab.
Die staatliche Sportfinanzierung der letzten Jahre machte sich vor allem im Wintersport bemerkbar, so etwa bei Ronny Ackermann, Tobias Angerer, Andreas Birnbacher, Annette Dytrt, Susi Erdmann, Anni Friesinger, Michael Greis, Ricco Groß, Georg Hackl, Sven Hannawald, Andrea Henkel, Silke Kraushaar-Pielach, Stefan Lindemann, Frank Luck, Manuel Machata, Claudia Nystad, Sylke Otto, Aljona Savchenko, René Sommerfeldt, Axel Teichmann, Gundolf Thoma und Kati Wilhelm. Andere bekannte Sportsoldaten sind oder waren Falk Balzer, Ralf Bartels, Anja Dittmer, Marcel Nguyen, Heiko Meyer, Silke Rottenberg, Günter Laier, Reiner Heugabel, Yemisi Ogunleye, Ronny Ziesmer.
Bei den Olympischen Spielen stellen die Staatsamateure in der deutschen Mannschaft schon länger die Mehrheit. Zum Beispiel traten 2010 einzig die deutschen Mannschaften beim Curling und Eishockey ohne Staatsamateure an.
Sportsoldaten spielten auch im System des DDR-Sports eine herausragende Rolle. In den Sportklubs der Armeesportvereinigung Vorwärts (NVA) und der Sportvereinigung Dynamo (VP, MfS) trainierten viele namhafte Spitzensportler wie Udo Beyer, Dietmar Lorenz, Herbert Niemann, Detlef Ultsch, Henry Maske, Falk Boden oder auch Wolfgang Hoppe und Bogdan Musiol unter Profi-Bedingungen. Während der deutschen Wiedervereinigung wurden einige erfolgversprechende DDR-Sportsoldaten, wie z. B. Mark Kirchner, Frank Luck, Dietmar Hötger oder Wolfgang Hoppe, als aktive Athleten oder Trainer in die Bundeswehr oder Bundespolizei übernommen.

### Berufliche Situation
Sportsoldaten müssen nur einem Teil der Pflichten nachkommen, die Soldaten erfüllen müssen. So leisten sie z. B. nur einen verkürzten Grundwehrdienst und werden auch von Manövern befreit.
In Deutschland stehen rund 890 Sportler in Diensten der Bundeswehr, darunter z. B. Yemisi Ogunleye. Bei der (Bundes-)Polizei sind insgesamt rund 1000 Spitzensportler als Polizeibeamte im Dienst, darunter z. B. Claudia Pechstein und Uschi Disl.
Die Mehrheit der Sportsoldaten hat die Laufbahn der Unteroffiziere mit bzw. ohne Portepee eingeschlagen, nur wenige dienen im Mannschaftsgrad oder aber als Offizier: Zu letzteren zählen Sepp Ferstl und Ingo Schultz (beide zuletzt im Dienstgrad Hauptmann), die Triathleten Thomas Bartsch (Hauptmann), Sabrina Wimmer (Stabsapotheker) und Astrid Karnikowski (Oberleutnant). Ähnlich verhält es sich mit den Sportlern im Beamtenverhältnis, die meist die mittlere Laufbahn einschlagen, selten die gehobene.

### Kritik
Viele Staatsamateure treten direkt nach Abschluss der Schulausbildung in den Staatsdienst über, um sich dort auf ihren Sport zu konzentrieren. In der Bundeswehr ist die parallele Ausbildung in einer Lehre oder höheren Lehranstalt nur freiwillig, und so gibt es Sportsoldaten, die nach einem Ausstieg aus dem Sport keine berufliche Perspektive haben. Weiter wird kritisiert, dass auch Sportler, die über große Werbeeinnahmen verfügen, noch als Sportsoldaten dienen und dadurch nur noch aufgrund ihrer Werbefunktion für die Bundeswehr antreten, teilweise zu Medaillenverleihungen sogar in Uniform erscheinen. Die Subvention der Sportler über die Bundeswehr wird auch angesichts der Möglichkeit einer Unterstützung über die zivile Stiftung Deutsche Sporthilfe kritisiert.

## Österreich
In Österreich zählten zu den geförderten Athleten z. B. Friedrich Pinter, Wilhelm Denifl, Bernhard Gruber und Martin Tauber, in der Schweiz Simon Hallenbarter.

## Schweiz
In der Schweiz können Spitzensportler seit 2010 als Zeitmilitär angestellt werden.
Elena Kratter (Leichtathletik) und Fabian Recher (Radsport) absolvierten 2021 als erste Parasportler die Spitzensport-Rekrutenschule in Magglingen. Bei den Sommer-Paralympics 2024 in Paris traten 9 von 27 Schweizer Athletinnen und Athleten als Sportsoldatinnen und Sportsoldaten an.

## Italien
In Italien sind oder waren Sportsoldaten Wilfried Pallhuber, Giorgio Di Centa, Silvio Fauner, Christian Oberstolz, Patrick Gruber und Alberto Tomba.

## Frankreich
In Frankreich gehören dazu der Olympiasieger Vincent Defrasne und Raphaël Poirée, der seine Karriere bei Militärweltmeisterschaften beendete.

## USA
In den USA gibt es z. B. das U.S. Army World Class Athlete Program (WCAP), dessen Aufgabe nur darin besteht, national und international klassifizierte Sportler, die Armeeangehörige sind, zu Training und Wettkampf freizustellen, damit sie sich für die Olympischen Spiele bzw. Weltmeisterschaften oder die Paralympischen Spiele qualifizieren. Das Programm ist in Fort Carson, Colorado angesiedelt, wodurch die Möglichkeit besteht, das Trainingszentrum der amerikanischen Kaderangehörigen in Colorado Springs mitzubenutzen. Das WCAP gibt diese Möglichkeit aktiven Soldaten, Angehörigen der National Guard sowie ehemaligen Soldaten im Rahmen von Wehrübungen und ermöglicht gleichzeitig den Fortgang einer militärischen Laufbahn.